# مركب رصاص عضوي
مركبات الرصاص العضوية هي مركبات عضوية فلزية تحوي على رابطة كيميائية بين عنصري الكربون والرصاص؛ وتعرف الكيمياء التي تعنى بدراسة هذه المركبات باسم كيمياء الرصاص العضوية.
حضر أول مركب عضوي للرصاص سنة 1858 وكان سداسي إيثيل الرصاص (Pb2(C2H5)6).
بالنزول في مجموعة الكربون من الأعلى إلى الأسفل تضعف الرابطة بين الكربون وبين عناصر تلك المجموعة، ويصبح طول الرابطة أكبر. يبلغ طول الرابطة بين الرصاص والكربون C–Pb في مركب رباعي ميثيل الرصاص مقدار 222 بيكومتر، في حين أن طاقة تفكك الرابطة تبلغ مقدار 204 كيلوجول/مول؛ وللمقارنة مع العنصر الذي يعلو الرصاص في المجموعة وهو القصدير فإن طول الرابطة C–Sn في رباعي ميثيل القصدير يبلغ 214 بيكومتر، وطاقة تفكك الرابطة 297 كيلوجول/مول.
يشترك الرصاص مع الكربون في نفس المجموعة في الجدول الدوري، وهي المجموعة الرابعة عشرة، ويكون الرصاص في مركباته العضوية رباعي التكافؤ؛ في حين أنه في مركباته اللاعضوية ثنائي التكافؤ، ويعود سبب ذلك إلى تأثير الزوج الخامل.
من أشهر مركبات الرصاص العضوية مركب رباعي إيثيل الرصاص، والذي استخدم في السابق ضمن الإضافات إلى وقود السيارات لمنع خبط المحرك حتى أواخر القرن العشرين.

## أمثلة على مركبات الرصاص العضوية
- رباعي إيثيل الرصاص CH3CH2)4Pb).
- رباعي ميثيل الرصاص CH3)4Pb)
- بلمبوسين Pb(η5-C5H5)2.